# Simon P. Henningsen
Simon P. Henningsen (4. august 1920 i Gentofte – 8. april 1974 i København ) var arkitekt og designer. Han var søn af Else Strøyberg og Poul Henningsen, og overtog i 1948 sin faders stilling som arkitekt for forlystelseshaven Tivoli i København.
Han er begravet på Hørsholm Kirkegård.

## Værker
Værker i Tivoli, sammen med Poul Henningsen:
- Muslingeskallen (1941-42, fjernet 1949)
- Bro over Tivolisøen (1943, nedtaget 1945)
- Genopbygning af den schalburgterede Glassalen (1946)

Værker i Tivoli, alene eller sammen med andre:
- Smøgen (1952, s.m. Erik Nordgreen)
- Hængende haver (1955, s.m. Eywin Langkilde)
- Legeplads (1958, med Pierre Lübecker som kons. og s.m. div. kunstnere, fjernet 2010)
- Perron og lygtestandere, Veteranbilbanen (1959)
- Promenadepavillonen (1961)
- Restaurant Promenaden (1961)
- Selskabslokaler og lamper, Divan 2 (1962, ryddet og bortauktioneret pga. konkursen i 2011)
- Plænen (1968)
- Restaurant Perlen (1968)

Desuden:
- Legeplads m.m. i Liseberg, Göteborg (1954-74)
- Eget hus, Møllevænget, Hørsholm (1955)
- Dansepavillon i Eskilstuna (1967)
- Indretning af flere restauranter og værtshuse, bl.a. spisestederne Cheval Blanc, Mikkel Bryggers Gade (1965) og Kunstforeningen, Gammel Strand 48, begge København (1972).